# Eugène Marie van Hoobrouck de Mooreghem
Eugène Marie Jean Nepomucène van Hoobrouck de Mooreghem, né à Gand le 16 avril 1791 et mort à Moregem le 13 octobre 1856, est un homme politique belge.

## Fonctions et mandats
- Membre de la Chambre des représentants de Belgique :  1831-1848

## Sources
- Oscar COOMANS DE BRACHÈNE, État présent de la noblesse belge, Annuaire 1990, Brussel, 1990.
- Jean-Luc DE PAEPE & Christiane RAINDORF-GERARD, Le Parlement belge, 1831-1894, Brussel, 1996.

- Ressource relative à plusieurs domaines :   - ODIS